# Swartzia tillettii
Swartzia tillettii är en ärtväxtart som beskrevs av John Macqueen Cowan. Swartzia tillettii ingår i släktet Swartzia och familjen ärtväxter. Inga underarter finns listade i Catalogue of Life.